# Tang Sulan

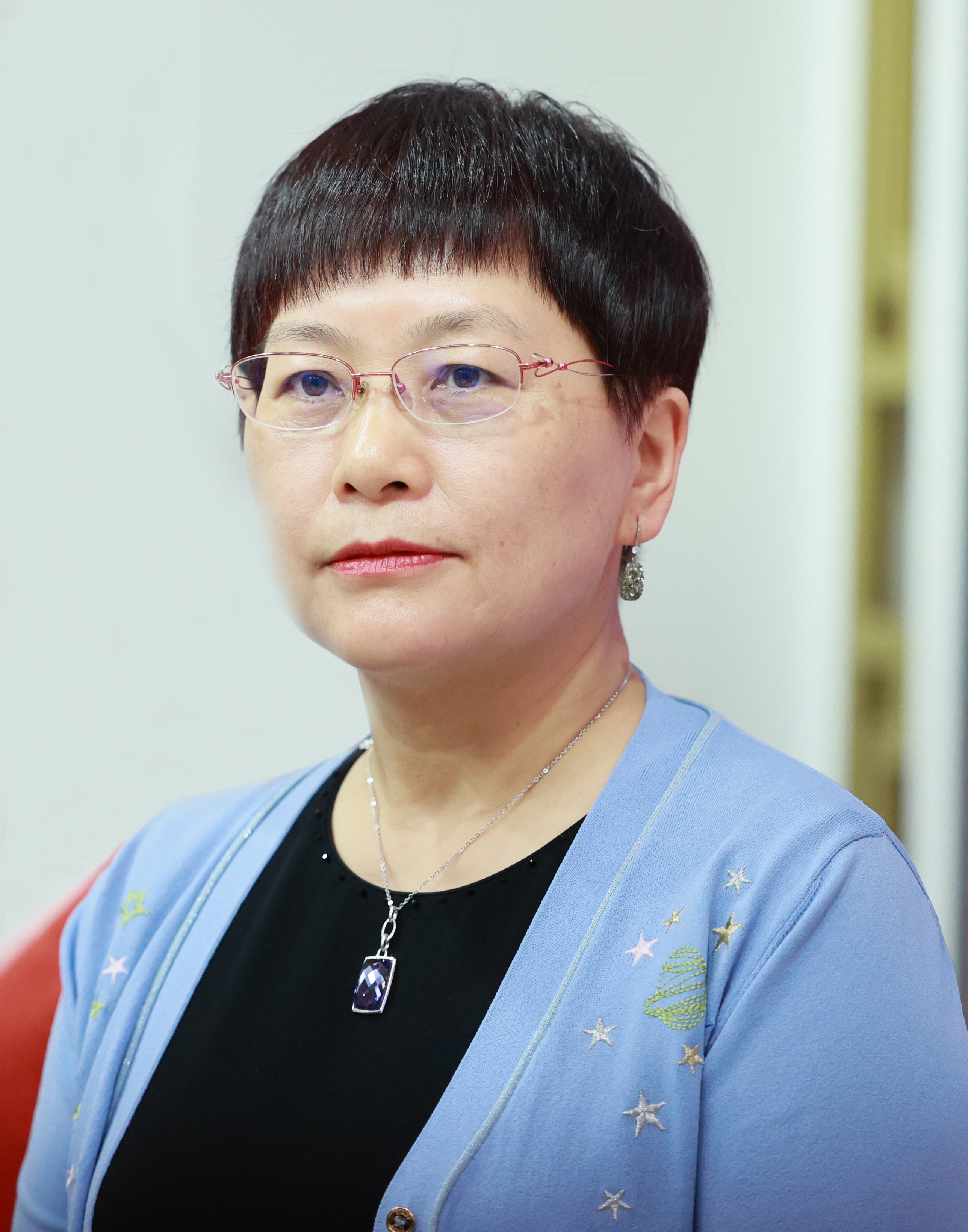
Tang Sulan, Frankfurter Buchmesse (2023)

Tang Sulan (chinesisch 湯素蘭 / 汤素兰, Pinyin Tāng Sùlán; geboren im Januar 1965 im Kreis Ningxiang in der Provinz Hunan) ist eine chinesische Schriftstellerin. Sie erlangte vor allem Bekanntheit für ihre Kinder- und Märchenbücher, schreibt jedoch auch Lyrik und Erwachsenenliteratur. Sie ist Professorin an der Fakultät für Geisteswissenschaften der Hunan-Universität.

## Leben und Werk
Tang Sulan wuchs im Kreis Ningxiang in der Provinz Hunan auf, eigenen Aussagen zufolge in einem kleinen Bergdorf mit sehr beschränktem Zugang zu Büchern. Sie schloss 1985 ihr Studium der chinesischen Literatur an der Hunan-Universität ab. Im Jahr 1988 wurde sie an der Zhejiang-Universität angenommen, wo sie einen Studienschwerpunkt auf Kinder- und Jugendliteratur legte. Das Studium schloss sie 1991 ab. Im Anschluss arbeitete sie als Lektorin in einem Kinderbuchverlag.
Ab 1986 veröffentlichte sie erste Erzählungen. Während ihrer Collegezeit habe sie mit dem Schreiben von Gedichten begonnen. Hans Christian Andersens Märchen Die kleine Meerjungfrau and Yan Wenjings Songs of the Small Stream (dt.: Lieder des kleinen Flusses) in einem Kurs über Kinderliteratur hätten sie zu ihrer ersten Kurzerzählung inspiriert, Two Small Streams (dt.: Zwei kleine Flüsse), die in einem Magazin veröffentlicht worden sei. Die populäre Buchreihe um den ungeschickten Wolf Stupid Wolf verhalf ihr zu dem Spitznamen „Mutter des ungeschickten Wolfs“.
Im Jahr 1999 trat sie dem chinesischen Schriftstellerverband bei. Später wurde sie Mitglied der der Kommunistischen Partei untergeordneten Partei Chinesische Vereinigung zur Förderung der Demokratie. Im Jahr 2008 war sie Mitglied des 11. Nationalen Ausschusses der Politischen Konsultativkonferenz des chinesischen Volkes. Im Juli 2021 wurde Tang von der Volksregierung der Provinz Hunan als Beraterin eingestellt, mit einer Beschäftigungsdauer bis Juli 2026. Am 13. März 2023 wurde sie zur Vorsitzenden des Schriftstellerverbandes von Hunan gewählt und trat damit die Nachfolge von Wang Yuewen an. Sie unterrichtet als Professorin an der Fakultät für Geisteswissenschaften der Hunan-Universität.
Werke von Tang Sulan werden zum modernen Kanon der Kinderliteratur gerechnet und finden sich in chinesischen Lehrbüchern für Grundschulen und Kindergärten sowie in außerschulischen Anthologien wie Neues Chinesisch und Fröhliches Chinesisch. Im Jahr 2023 war sie Teil einer offiziellen chinesischen Delegation, die die Frankfurter Buchmesse besuchte. Übersetzungen von Tangs Werken liegen auf Deutsch bislang nicht vor.

## Publikationen (Auswahl)

### Märchen
- Der kleine Duoduo und der Zauberer (小朵朵和大魔法师)
- Duoduo und die kleine Hexe (小朵朵与半个巫婆)
- Die Suche nach der Gücks-Insel (寻找快乐岛)
- Dachboden-Geist (阁楼精灵)
- Glühwürmchen nach Hause bringen (送萤火虫回家)
- Plappermaul (大嘴巴小鬼)
- Duoduo und die Super-Nanny (小朵朵和超级保姆)
- Der dumme Wolf und seine Eltern (笨狼和他的爸爸妈妈)
- Der dumme Wolf in der Schule (笨狼的学校生活)
- Der dumme Wolf auf Reisen (笨狼旅行记)
- Geschichten vom dummen Wolf (笨狼的故事)
- Wie hübsch die kleine Hexe ist! (小巫婆真美丽)
- Das Pferd, das auf dem Dach lebt (住在摩天大楼顶层的马)
- Häschen und seine Freunde (小兔子和他的朋友们)
- Das Mädchen und die Gardenie (女孩和栀子花)
- Wundergarten (奇迹花园)

### Novellen
- Zhangyawus Tagebuch (张牙舞日记)
- Die Joy Zhen Shuai (开心果甄帅)
- Der supergeniale Nerd-Bär (超级天才呆头熊)
- Liebe in den Schwarzen Bergen (黑色山恋)

### Prosa und Lyrik
- Kahlschlagregen (野雨)
- Klang der Träume (梦之音)
- Was Worte nicht ausdrücken können (难以诉说)

### Artikel
- The Multiple Facets and Contemporary Mission of the Images of Children in Chinese Children's Literature. Übersetzt von Wang Xiaohui. In: Claudia Nelson, Rebecca Morris (Hrsg.): Representing Children in Chinese and U.S. Children's Literature. Routledge, London 2014, doi:10.4324/9781315605456, ISBN 978-1-315-60545-6, S. 109–118.

## Auszeichnungen
- 1994: 7. Xin Yixi Literaturpreis für Geschichten vom dummen Wolf (笨狼的故事)
- 1995: 4. Chinesischer Kinderbuchpreis für Duoduo und die kleine Hexe (小朵朵与半个巫婆)
- 1998: Bingxin Kinderbuchpreis für Geschichten vom dummen Wolf (笨狼的故事)
- 1998: 5. Chinesischer Kinderbuchpreis für Geschichten vom dummen Wolf (笨狼的故事)
- 1999: Zhang Tianyi Märchenpreis für Geschichten vom dummen Wolf (笨狼的故事)
- 1999: 7. Chen Bochui Kinderbuchpreis für Das Pferd, das auf dem Dach lebt (住在摩天大楼顶层的马)
- 5. Chinesischer Buchpreis für Häschen und seine Freunde (小兔子和他的朋友们)
- 2001: 2. Zhang Tianyi Märchenpreis für Das Mädchen und die Gardenie (女孩和栀子花)
- 2010: 8. Chinesischer Kinderbuchpreis für Wundergarten (奇迹花园)
- 2013: Top Ten der einflussreichsten Persönlichkeiten der Provinz Hunan[7]